# Свети Никола (Наколец)
Вижте пояснителната страница за други значения на Свети Никола.
„Свети Никола“ (на македонска литературна норма: „Свети Никола“) е възрожденска църква в село Наколец, Преспа, част от Преспанско-Пелагонийската епархия на Македонската православна църква – Охридска архиепископия.
Според надписа на южната фасада църквата, която е гробищен храм, датира от 1854 година. В архитектурно отношение представлява малка трикорабна базилика с петстранна апсида на изток и доградени помещения от запад. Покривът е двускатен, а южната фасада е измазана. Входовете са два от юг – единият за наоса, другият за олтара. Иконостасът е триредов, като иконите са на няколко анонимни майстори. Има нова живопис с лошо качество, която може би покрива оригиналната.